# Oxyrhachis gambiae
Oxyrhachis gambiae är en insektsart som beskrevs av Leon Fairmaire. Oxyrhachis gambiae ingår i släktet Oxyrhachis och familjen hornstritar. Inga underarter finns listade i Catalogue of Life.